# Сан-Жуан-Даспі
Сан-Жуа́н-Деспі́ (кат. Sant Joan Despí, вимова літературною каталанською [san ʒu'an dəs'pi]) - муніципалітет, розташований в Автономній області Каталонія, в Іспанії. Код муніципалітету за номенклатурою Інституту статистики Каталонії - 82172. Знаходиться у районі (кумарці) Баш-Любрагат (коди району - 11 та BT) провінції Барселона, згідно з новою адміністративною реформою перебуватиме у складі баґарії (округи) Барселона. За кількістю населення у 2007 р. місто займало 39 місце серед муніципалітетів Каталонії.

## Назва муніципалітету
Назва муніципалітету походить від біблійного імені Johannes.

## Населення
Населення міста (у 2007 р.) становить 31.671 особа (з них менше 14 років - 17%, від 15 до 64 - 70,8%, понад 65 років - 12,2%). У 2006 р. народжуваність склала 414 осіб, смертність - 184 особи, зареєстровано 142 шлюби. У 2001 р. активне населення становило 14.986 осіб, з них безробітних - 1.497 осіб.

Серед осіб, які проживали на території міста у 2001 р., 17.468 народилися в Каталонії (з них 6.934 особи у тому самому районі, або кумарці), 10.190 осіб приїхало з інших областей Іспанії, а 1.114 осіб приїхало з-за кордону. 

Вищу освіту має 12,7% усього населення. 

У 2001 р. нараховувалося 10.012 домогосподарств (з них 14,4% складалися з однієї особи, 27,8% з двох осіб,25,4% з 3 осіб, 24,5% з 4 осіб, 5,9% з 5 осіб, 1,4% з 6 осіб, 0,3% з 7 осіб, 0,2% з 8 осіб і 0% з 9 і більше осіб).

Активне населення міста у 2001 р. працювало у таких сферах діяльності : у сільському господарстві - 0,7%, у промисловості - 30,1%, на будівництві - 8,9% і у сфері обслуговування - 60,3%. 

 У муніципалітеті або у власному районі (кумарці) працює 12.712 осіб, поза районом - 10.363 особи.

### Доходи населення
У 2002 р. доходи населення розподілялися таким чином :
| \| Доходи населення за статтями доходів \| Доходи населення за статтями доходів \| Доходи населення за статтями доходів \| \| Рік \| 2002 р. \| 2001 р. \| \| ------------------------------------ \| ------------------------------------ \| ------------------------------------ \| \| Заробітна платня \| 69,7% \| 70,6% \| \| Доходи від ведення бізнесу \| 17,9% \| 17,9% \| \| Соціальна допомога \| 12,3% \| 11,6% \| |         |         |
| Доходи населення за статтями доходів |         |         |
| Рік | 2002 р. | 2001 р. |
| Заробітна платня | 69,7%   | 70,6%   |
| Доходи від ведення бізнесу | 17,9%   | 17,9%   |
| Соціальна допомога | 12,3%   | 11,6%   |

### Безробіття
У 2007 р. нараховувалося 964 безробітних (у 2006 р. - 1.081 безробітний), з них чоловіки становили 41,2%, а жінки - 58,8%.

## Економіка
У 1996 р. валовий внутрішній продукт розподілявся по сферах діяльності таким чином :
| \| Валовий внутрішній продукт \| Валовий внутрішній продукт \| Валовий внутрішній продукт \| \| Рік \| 1996 р. \| 1991 р. \| \| -------------------------- \| -------------------------- \| -------------------------- \| \| Сільське господарство \| 0% \| 0% \| \| Промисловість \| 30,1% \| 0% \| \| Будівництво \| 5,1% \| 0% \| \| Послуги \| 64,8% \| 0% \| |         |         |
| Валовий внутрішній продукт |         |         |
| Рік | 1996 р. | 1991 р. |
| Сільське господарство | 0%      | 0%      |
| Промисловість | 30,1%   | 0%      |
| Будівництво | 5,1%    | 0%      |
| Послуги | 64,8%   | 0%      |

### Підприємства міста

#### Промислові підприємства
| \| Промислові підприємства міста, за сферою діяльності \| Промислові підприємства міста, за сферою діяльності \| Промислові підприємства міста, за сферою діяльності \| \| Рік \| 2002 р. \| 2001 р. \| \| --------------------------------------------------- \| --------------------------------------------------- \| --------------------------------------------------- \| \| Енергетичні та водні ресурси \| 0,5% \| 0,5% \| \| Хімія та метали \| 5,3% \| 7,2% \| \| Переробка металів \| 40,6% \| 39,8% \| \| Продукти харчування \| 5,8% \| 6,3% \| \| Текстиль \| 10,6% \| 9% \| \| Виробництво меблів, видання \| 28% \| 27,1% \| \| Інше \| 9,2% \| 10% \| \| Усього підприємств \| 207 \| 221 \| |         |         |
| Промислові підприємства міста, за сферою діяльності |         |         |
| Рік | 2002 р. | 2001 р. |
| Енергетичні та водні ресурси | 0,5%    | 0,5%    |
| Хімія та метали | 5,3%    | 7,2%    |
| Переробка металів | 40,6%   | 39,8%   |
| Продукти харчування | 5,8%    | 6,3%    |
| Текстиль | 10,6%   | 9%      |
| Виробництво меблів, видання | 28%     | 27,1%   |
| Інше | 9,2%    | 10%     |
| Усього підприємств | 207     | 221     |

#### Роздрібна торгівля
| \| Підприємства роздрібної торгівлі міста, за сферою діяльності \| Підприємства роздрібної торгівлі міста, за сферою діяльності \| Підприємства роздрібної торгівлі міста, за сферою діяльності \| \| Рік \| 2002 р. \| 2001 р. \| \| ------------------------------------------------------------ \| ------------------------------------------------------------ \| ------------------------------------------------------------ \| \| Продукти харчування \| 37,1% \| 39,2% \| \| Одяг та взуття \| 16,8% \| 15% \| \| Товари для дому \| 14,6% \| 14% \| \| Книги та періодичні видання \| 3,6% \| 4,1% \| \| Промислова хімічна продукція \| 8,8% \| 8,9% \| \| Продукція, пов'язана з транспортними засобами \| 2,2% \| 2,8% \| \| Інше \| 17% \| 16% \| \| Усього підприємств \| 364 \| 393 \| |         |         |
| Підприємства роздрібної торгівлі міста, за сферою діяльності |         |         |
| Рік | 2002 р. | 2001 р. |
| Продукти харчування | 37,1%   | 39,2%   |
| Одяг та взуття | 16,8%   | 15%     |
| Товари для дому | 14,6%   | 14%     |
| Книги та періодичні видання | 3,6%    | 4,1%    |
| Промислова хімічна продукція | 8,8%    | 8,9%    |
| Продукція, пов'язана з транспортними засобами | 2,2%    | 2,8%    |
| Інше | 17%     | 16%     |
| Усього підприємств | 364     | 393     |

#### Сфера послуг
| \| Підприємства міста, що працюють у сфері послуг, за діяльністю \| Підприємства міста, що працюють у сфері послуг, за діяльністю \| Підприємства міста, що працюють у сфері послуг, за діяльністю \| \| Рік \| 2002 р. \| 2001 р. \| \| ------------------------------------------------------------- \| ------------------------------------------------------------- \| ------------------------------------------------------------- \| \| Гуртова торгівля \| 19,4% \| 19,6% \| \| Готелі та готельний бізнес \| 14,7% \| 15,5% \| \| Транспорт та зв'язок \| 26,8% \| 25,5% \| \| Посередницькі фінансові послуги \| 4,1% \| 4,2% \| \| Послуги підприємствам \| 7,2% \| 8,1% \| \| Послуги фізичним особам \| 20,4% \| 20,4% \| \| Нерухомість та ін. \| 7,5% \| 6,7% \| \| Усього підприємств \| 960 \| 966 \| |         |         |
| Підприємства міста, що працюють у сфері послуг, за діяльністю |         |         |
| Рік | 2002 р. | 2001 р. |
| Гуртова торгівля | 19,4%   | 19,6%   |
| Готелі та готельний бізнес | 14,7%   | 15,5%   |
| Транспорт та зв'язок | 26,8%   | 25,5%   |
| Посередницькі фінансові послуги | 4,1%    | 4,2%    |
| Послуги підприємствам | 7,2%    | 8,1%    |
| Послуги фізичним особам | 20,4%   | 20,4%   |
| Нерухомість та ін. | 7,5%    | 6,7%    |
| Усього підприємств | 960     | 966     |

## Житловий фонд
У 2001 р. 15,9% усіх родин (домогосподарств) мали житло метражем до 59 м2, 52,4% - від 60 до 89 м2, 24,7% - від 90 до 119 м2 і
7% - понад 120 м2.

З усіх будівель у 2001 р. 17,4% було одноповерховими, 21% - двоповерховими, 17
% - триповерховими, 26,1% - чотириповерховими, 9,2% - п'ятиповерховими, 7,6% - шестиповерховими,
1,4% - семиповерховими, 0,3% - з вісьмома та більше поверхами.

## Автопарк
| \| Автомобілі, зареєстровані у місті, за призначенням \| Автомобілі, зареєстровані у місті, за призначенням \| Автомобілі, зареєстровані у місті, за призначенням \| \| Рік \| 2006 р. \| 2005 р. \| \| -------------------------------------------------- \| -------------------------------------------------- \| -------------------------------------------------- \| \| Приватні автомобілі \| 69,6% \| 70,4% \| \| Мотоцикли \| 14% \| 13,1% \| \| Вантажівки \| 14% \| 14,1% \| \| Трактори \| 0,3% \| 0,3% \| \| Автобуси та ін. \| 2% \| 2% \| \| Усього автомобілів \| 19.455 шт. \| 18.634 шт. \| |            |            |
| Автомобілі, зареєстровані у місті, за призначенням |            |            |
| Рік | 2006 р.    | 2005 р.    |
| Приватні автомобілі | 69,6%      | 70,4%      |
| Мотоцикли | 14%        | 13,1%      |
| Вантажівки | 14%        | 14,1%      |
| Трактори | 0,3%       | 0,3%       |
| Автобуси та ін. | 2%         | 2%         |
| Усього автомобілів | 19.455 шт. | 18.634 шт. |

## Вживання каталанської мови
У 2001 р. каталанську мову у місті розуміли 92,1% усього населення (у 1996 р. - 90%), вміли говорити нею 66,1% (у 1996 р. - 
61,1%), вміли читати 68,8% (у 1996 р. - 60,3%), вміли писати 44,3
% (у 1996 р. - 37,7%). Не розуміли каталанської мови 7,9%.

## Політичні уподобання
У виборах до Парламенту Каталонії у 2006 р. взяло участь 14.011 осіб (у 2003 р. - 15.012 осіб). Голоси за політичні сили розподілилися таким чином:
| \| Вибори до Парламенту Каталонії \| Вибори до Парламенту Каталонії \| Вибори до Парламенту Каталонії \| \| Рік \| 2006 р. \| 2003 р. \| \| -------------------------------------- \| ------------------------------ \| ------------------------------ \| \| Конвергенція та Єднання (CiU) \| 22,8% \| 19,8% \| \| Соціалістична партія Каталонії (PSC) \| 38,6% \| 44,3% \| \| Народна партія (PP) \| 11,3% \| 12,7% \| \| Ініціатива за Каталонію — Зелені (ICV) \| 11,2% \| 11,2% \| \| Республіканська лівиця Каталонії (ERC) \| 8,6% \| 10,6% \| \| Громадяни — Громадянська партія (C's) \| 5,3% \| 0% \| \| Інші \| 2,2% \| 1,5% \| |         |         |
| Вибори до Парламенту Каталонії |         |         |
| Рік | 2006 р. | 2003 р. |
| Конвергенція та Єднання (CiU) | 22,8%   | 19,8%   |
| Соціалістична партія Каталонії (PSC) | 38,6%   | 44,3%   |
| Народна партія (PP) | 11,3%   | 12,7%   |
| Ініціатива за Каталонію — Зелені (ICV) | 11,2%   | 11,2%   |
| Республіканська лівиця Каталонії (ERC) | 8,6%    | 10,6%   |
| Громадяни — Громадянська партія (C's) | 5,3%    | 0%      |
| Інші | 2,2%    | 1,5%    |

У муніципальних виборах у 2007 р. взяло участь 12.601 особа (у 2003 р. - 13.962 особи). Голоси за політичні сили розподілилися таким чином:
| \| Муніципальні вибори \| Муніципальні вибори \| Муніципальні вибори \| \| Рік \| 2007 р. \| 2003 р. \| \| -------------------------------------- \| ------------------- \| ------------------- \| \| Конвергенція та Єднання (CiU) \| 8,3% \| 7,1% \| \| Соціалістична партія Каталонії (PSC) \| 55,2% \| 56,5% \| \| Народна партія (PP) \| 10,8% \| 10,2% \| \| Ініціатива за Каталонію — Зелені (ICV) \| 14,2% \| 15,5% \| \| Республіканська лівиця Каталонії (ERC) \| 7,2% \| 10,7% \| \| Громадяни — Громадянська партія (C's) \| 0% \| 0% \| \| Інші \| 4,2% \| 0% \| |         |         |
| Муніципальні вибори |         |         |
| Рік | 2007 р. | 2003 р. |
| Конвергенція та Єднання (CiU) | 8,3%    | 7,1%    |
| Соціалістична партія Каталонії (PSC) | 55,2%   | 56,5%   |
| Народна партія (PP) | 10,8%   | 10,2%   |
| Ініціатива за Каталонію — Зелені (ICV) | 14,2%   | 15,5%   |
| Республіканська лівиця Каталонії (ERC) | 7,2%    | 10,7%   |
| Громадяни — Громадянська партія (C's) | 0%      | 0%      |
| Інші | 4,2%    | 0%      |